# Jeffrey Gibson
Jeffrey A. Gibson (Colorado Springs, 31 marzo 1972) è un pittore e scultore statunitense nativo americano di origine Choctaw e Cherokee.

## Biografia
Jeffrey Gibson è nato a Colorado Springs, Colorado, e ha trascorso la sua infanzia in Carolina del Nord, New Jersey, Germania Ovest e Corea del Sud, a causa dei frequenti trasferimenti in quanto suo padre lavorava per il Dipartimento della difesa degli Stati Uniti d'America.
Ha frequentato la School of the Art Institute of Chicago, dove ha ottenuto il Bachelor of Fine Arts nel 1995, e nel 1998 il Master of Fine Arts al Royal College of Art di Londra, concentrandosi nella pittura.
I suoi studi sono stati sostenuti dalla tribù Choctaw del Mississippi, come ha puntualizzato lo stesso Gibson: «La mia comunità mi ha sostenuto [...] Il mio capo sentiva che andarci, essendo un artista solido, lo avrebbe reso più forte».
Gibson preferisce lavorare con regolarità tra le 10:00 e le 18:00. Il suo personal computer, il suo cellulare e un film sono generalmente a portata di mano se ha bisogno di una pausa mentre lavora. Di solito ascolta musica in sottofondo, di vari generi: funk africano, jazz, punk, musica pop, rap, rhythm and blues, disco music e percussionisti dell'India orientale.
Gibson è artista residente al Bard College di Red Hook (New York). Nel 2010 è stato artista ospite presso il California College of the Arts di San Francisco.
Dal 2016 ha trasferito il suo laboratorio in una ex scuola di Hudson, nello Stato di New York.
Jeffrey Gibson è rappresentato dalle gallerie Roberts Projects di Los Angeles, Sikkema Jenkins & Co. di New York e Stephen Friedman Gallery di Londra.

## Vita privata
Gibson, che si dichiara gay, è sposato con l'artista norvegese Rune Olsen e insieme hanno una figlia e un figlio.

## Tecnica
L'arte di Gibson affronta questioni di identità e di etichette.
Il suo lavoro prevede l'uso di materiali misti tra cui perline dei nativi americani, coperte tradizionali della frontiera, borchie di metallo, frange e jingle (pendenti colorati utilizzati nei powwow).
L'aerografo è un altro strumento utilizzato per la realizzazione dei suoi dipinti, sculture e stampe, incorporando pittura a olio e vernice a spruzzo per creare astrazioni colorate a effetto neon come Submerge (2007) e Singular (2008). I suoi lavori trovano ispirazione anche nei graffiti, che riflettono la vita urbana di Gibson a New York.

## Influenze
Gibson prende spunto dai materiali, dalle procedure, dai media e dalle iconografie. Inoltre, trova ispirazione in eventi che ruotano attorno alla danza, in particolare da Leigh Bowery e dalle performance del suo drammatico personaggio.
I powwow contrastano con i locali notturni e i rave party, fungendo da spazi drammatici per la danza, il movimento, la moda e le decorazioni. Per quanto riguarda le decorazioni, anche le perline irochesi del XIX secolo forniscono ispirazione, poiché le perline colorate vengono spesso utilizzate nelle opere di Gibson. Gibson fornisce anche la sua interpretazione dei graffiti, che si vedono spesso nelle sue opere.
Gibson attribuisce anche una grande influenza al suo stile di vita nomade: «Sono stato influenzato anche dall'estetica diversa di ogni luogo. Alcuni hanno avuto estetiche culturali specifiche, barriere linguistiche, barriere culturali, eccetera. Queste differenze si riversano dentro di me, un maschio queer nativo nato verso la fine del XX secolo e che sta entrando nel XXI secolo. Considero questo ibrido nella costruzione del mio lavoro e cerco di mostrare questa complessità».

## Opere

Installazione I Am a Rainbow Too nella stazione Astoria Boulevard della metropolitana di New York

### "Paesaggi atmosferici"
Le prime opere importanti di Gibson, astratti murali tridimensionali, sono state descritte come "paesaggi atmosferici". Lavorando con la pittura a olio riunisce anche oggetti che sono diventati una firma delle sue opere: silicone pigmentato, schiuma di uretano e perline.

### Serie Totem
Con le sue sculture totem, nel 2009 Gibson ha prodotto la serie Totem per un'esposizione alla Sala Diaz di San Antonio, Texas. Questa serie di sculture ha coinvolto Gibson che è arrivato cinque giorni prima dell'inaugurazione per mettere insieme una collezione di oggetti trovati per creare quelli che sono stati descritti dall'artista come «partner sessuali di fantasia, oggetti del desiderio».
Per la serie Totem Gibson ha utilizzato oggetti come manichini acquistati su Craigslist, una parrucca, fiori di plastica, giocattoli, stivali da cowboy, vasi di fiori, la sua caratteristica vernice spray e altri oggetti. Alla fine Gibson ha creato due figure dalle sembianze umane e un palo totemico con i vasi di fiori. Lo scrittore Ben Judson di San Antonio ha descritto i Totem come il modo con il quale Gibson «usa gli stereotipi del suo stesso popolo come un modo per esplorare l'uso della metafora nella formazione dell'identità, nella critica culturale e nel consumismo, senza rinunciare al lirismo o indulgere nell'ipocrisia».

### Serie di dipinti su pelle non conciata
La tecnica di Gibson prevede la pittura ad olio e acrilico su pannelli di legno rivestiti con pelle non conciata. Ricicla oggetti trovati, come antichi specchi da barba e assi da stiro, e li ricopre con pelli di cervo, capra o alce non conciate. Gibson unisce riferimenti modernisti familiari, nativi americani e hard edge. Il suo sacco da boxe (I'm Not Perfect, 2014), è stato realizzato con sacchi da boxe Everlast trovati, coperte di lana dell'esercito statunitense, perle di vetro, jingle di latta, mentre i dipinti riproposti dell'artista esemplificano il dialogo tra la cultura pop prevalente e l'estetica powwow dei nativi americani.
La sua opera Document, 2015 (2015) è realizzata con acrilico e grafite su pelle non conciata di cervo, fissata alla parete con punte d'acciaio. Under Cover (2015) è stato realizzato con pelle non conciata tesa su un pannello di legno.

### Alive!
La scultura Alive! è stata presentata nell'ambito della prima esposizione Desert X al Palm Springs Art Museum, nella Coachella Valley, dal 25 febbraio al 30 aprile 2017.
L'opera consiste nell'utilizzo della pala di una turbina eolica riverniciata con le parole a caratteri maiuscoli: «I am alive! You are alive! They are alive! We are living!» (Sono vivo! Sei vivo! Sono vivi! Stiamo vivendo!).

## Accoglienza
Jeffrey Giobson, per le sue opere astratte, è stato paragonato ad artisti come Martin Johnson Heade, Cy Twombly, Chris Ofili e all'arte aborigena australiana. L'artista Jimmie Durham ha dichiarato che Gibson «potrebbe essere il nostro Miles Davis», nostro in riferimento ai nativi americani. Mentre alcuni lo omaggiano come artista nativo, altri omaggiano la sua capacità di muoversi liberamente dentro e fuori i mondi dell'arte contemporanea, nativa e non nativa.

## Collezioni
- Crystal Bridges Museum of American Art di Bentonville (Arkansas)[27]
- Denver Art Museum di Denver[28]
- Hood Museum of Art di Hanover (New Hampshire)[29]
- Institute of Contemporary Art di Boston[30]
- Mississippi Museum of Art di Jackson (Mississippi)
- Museo Eiteljorg degli Indiani americani e dell'arte western di Indianapolis
- Museum of Fine Arts di Boston
- Nasher Museum of Art di Durham (Carolina del Nord)[31]
- National Gallery of Art di Washington[32]
- Nerman Museum of Contemporary Art di Overland Park, Kansas
- Philbrook Museum of Art di Tulsa
- Smithsonian Institution, Museo nazionale dei nativi americani[33]
- School for Advanced Research di Santa Fe (Nuovo Messico)
- Speed Art Museum di Louisville, Kentucky[34]
- Whitney Museum of American Art di New York[35]